# El planeta de los simios (historieta)
El planeta de los simios (título original en inglés: Planet of the Apes) es el conjunto de historietas de la franquicia El planeta de los simios. Estos cómics, a través de los años, han sido distribuidos por deferentes editoriales incluyendo productos autorizados o tie-ins y productos derivados o spin-offs.

## Ediciones

### Mangas japoneses
Existen dos mangas basadas en la primera película, ambos llamados Saru no Wakusei (en inglés Planet of Monkeys). El primer manga fue escrito y dibujado por Jôji Enami y publicado en la revista de manga Bessatsu Bôken'Ô en abril de 1968. El segundo fue dibujado por Minoru Kuroda y publicado en la editorial Tengoku Zôkan en junio de 1971. 
La película La batalla por el planeta de los simios (最後の猿の惑星 - Saigo no Saru no Wakusei, Battle on the Planet of Monkeys) fue adaptada al manga por Mitsuru Sugaya y publicado en 1973 en la revista Weekly Shonen Champion.

### Gold Key Comics
Gold Key Comics produjo la adaptación de la segunda película Beneath the Planet of the Apes en 1970.

### Cómics de Marvel
Marvel Comics realizó un gran número de adaptaciones, siendo la más larga Planet of the Apes (cómic de Marvel) (publicada bajo una marca de Marvel llamada Curtis Magazines), el cual apareció en un formato de blanco y negro y se distribuyó en 29 números desde 1974 al 1977. Además de crear las adaptaciones de las cinco primeras películas, la revista publicó las historias "originales", donde escribían Doug Moench y Gerry Conway y el arte a cargo de Mike Esposito, Mike Ploog, George Tuska y otros. 
En 1975 se publicaron Adventures on the Planet of the Apes que fue una serie de cómics en color que adaptaban las primeras dos películas escrita por Doug Moench.
Las historias de la revista americana fueron editadas y publicados también por Marvel UK en tiras semanales, lanzando 123 números entre 1974 y 1977. Estas incluían reimpresiones del cómic Killraven, renombrado a Apeslayer y con simios aliens como enemigos. La edición británica le cambió el nombre a Planet of the Apes and Dracula Lives, y luego cambiada de nuevo a The Mighty World of Marvel en los números #231 al 240, donde la portada se comparte con el cómic de El increíble Hulk.

### Power Records
En 1975, Power Records hizo las adaptaciones en cómic de cuatro de las películas que además incluían un set libro-y-audio (en inglés Book-and-Record set), en formato de vinilo o LP. La compañía también produjo una serie audios en formato LP que mostraba a los personajes principales de la serie de TV, como Virdon, Burke y Galen.

### Chad Valley
También en 1975, Chad Valley, una compañía de juguetes de Gran Bretaña produjo 32 tiras cómicas basadas en las películas que contenían escenas ilustradas de varios episodios de la serie de TV, las mismas, eran parte de un set que incluía un proyector. Al conjunto se le conoció como Chad Valley Picture Show: Planet of the Apes Sliderama Projector* Dichas tiras son extremadamente difíciles de encontrar.
*Es muy similar a los muchos sets de proyectores "Give-a-Show" de 1970.

### Brown Watson Books
Entre 1975 y 1977, Brown Watson Books en Gran Bretaña publicó un cómic triple de tapa dura basado en la Serie Televisiva de El Planeta de los Simios.

### Editorial Mo.Pa.Sa.
La Editorial Mo.Pa.Sa. es una empresa Argentina, publicó siete cómics en lenguaje español en los años 70, basadas en los personajes de la serie televisiva El Planeta de los Simios. Fue escrito por Jorge Claudio Morhain y Ricardo Barreiro, y el arte a cargo de Sergio Mulko y T. Toledo. Cinco números extras se planearon, pero nunca producidos. A la fecha, estas historias en español, nunca han sido publicadas oficialmente en Inglés, por lo que existen en Internet traducciones no oficiales hechas por fanes.

### Cómic Húngaro
En 1981 una empresa de Hungría publicó una adaptación de la novela de Pierre Boulle El Planeta de los Simios, llamada A Majmok bolygója (traducido literalmente al inglés como The Monkey Planet). Esta adaptación fue escrita y dibujada por el artista húngaro Ernő Zórád. Hasta ahora, este cómic nunca ha sido editado en Inglés o Español, pero existen traducciones el Inglés, hechas por fanes, que se pueden encontrar por Internet.

### Publicaciones Malibú/Adventure Comics
Entre 1990 y 1993, Adventure Comics, una división de Publicaciones Malibú, publicaron historietas originales que transcurrían después de la era de César. Estas comprendieron 24 números, un número único llamada Sins of the Father, un número anual llamado Planet of the Apes y cinco miniseries originales: Urchak's Folly, Forbidden Zone, Ape City, Blood of the Apes y un crossover con Alien Nation llamada Ape Nation. Adventure Comics, también reimprimió las adaptaciones de Marvel de las primeras tres películas en una serie de cuatro números, completando la saga Terror on the Planet of the Apes de Marvel.

### Parodia Filipina
En los años 90, se realizó una parodia Filipina llamada Planet op di Eyps hecha por la empresa Pilipino Funny Komiks.

### Dark Horse Comics
Entre el año 2000 y 2001 la editorial Dark Horse Comics publicó Planet of the Apes por Ian Edginton y se basó en la película El Planeta de los Simios de Tim Burton. Esta fue una serie en curso. También, en conjunto con la empresa de juguetes Toys R' Us, publicó un minicomic. También Dark Horse Comics publicó una serie dividida en tres partes de El Planeta de los Simios en una edición conocida como Dark Horse Extra.

### Mr. Comics
Mr. Comics tuvo la licencia para publicar material del El Planeta de los Simios hasta el año 2005 y generó seis números en la serie: Revolution on the Planet of the Apes, por Joe O'Brien, Ty Templeton, Sam Agro y otros escritores. En el arte estaba Gabriel Morrissette y otros artistas. La historia parte un poco después de la conquista de la tierra tras la revolución de los simios liderados por César y cubre la brecha de tiempo con la siguiente película Batalla por el Planeta de los Simios (1973). También se hicieron otras historias como Empire on the Planet of the Apes, pero tanto las novelas gráficas que mostrarían la Revolución y el Imperio, fueron canceladas.

### BOOM! Studios
Desde abril del año 2011, Boom! Studios comenzó la publicación de una nueva línea de cómics llamada Planet of the Apes, escrita por el novelista Daryl Gregory, ilustrada por Carlos Magno y editada por Ian Brill, con la portada hecha por Karl Richardson y Chad Hardin. Inicialmente la serie se basa en una línea de tiempo de las primeras dos películas de la franquicia original, luego en el número nueve, la historia salta a un tiempo alternativo a los eventos de Huida del planeta de los simios.
A fines de 2011, BOOM! Studios también comienza a publicar una serie de cuatro números llamada Betrayal of the Planet of the Apes. La miniserie se sitúa veinte años después de los eventos de la película El planeta de los simios, y la historia no es parte de la continuidad oficial de la serie. 
BOOM! continuó al inicio el 2012 con otra serie llamada Exile on the Planet of the Apes

## Compilaciones
Algunos cómics han sido coleccionados en formato de encuadernación rústica:
- Planet of the Apes (por Ian Edginton, de  Dark Horse):
  - Human Wars (por: Paco Medina, Adrian Sibar; Inks: Juan Vlasco, Norman Lee, Christopher Ivy, 2001)
  - The Ongoing Saga Volume 1: Old Gods (por: Adrian Sibar, Paco Medina; Inks: Norman Lee, Juan Vlasco, 2001–2002, Titan Books ISBN 1-84023-429-6)
  - The Ongoing Saga Volume 2: Blood Lines (con el escritor: Dan Abnett; Dibujo: Sanford Greene, Pop Mhan, Paco Medina, Adrian Sibar; Inks: Norman Lee, Pop Mhan, Juan Vlasco, 2001–2002)

Además, Adventure Comics publicó una compilación con las adaptaciones de Marvel de las primeras tres películas, también, publicó su propia edición de cómics llamada Monkey Planet.